# 井上優 (詩人)
井上優（いのうえ ゆう、1970年 - ）は、日本の詩人。

## 人物
群馬県前橋市出身。英国Byam Shaw美術大学卒業退。2008年、詩と思想・新鋭詩人に選ばれる。日本詩人クラブ、日本現代詩人会会員、日本児童文学者協会会員（あまんきみこ氏推薦）、日本ペンクラブ会員。

## 略歴
- 1987年1月　カリフォルニア大学デイビス校に短期留学。
- 1996年6月　英国Byam Shaw美術大学ファウンデーションコース卒業
- 2007年6月　詩集『生まれ来る季節のために』初版上梓
- 2008年3月　詩と思想・新鋭詩人に選出される。
- 2008年5月　日本詩人クラブ会員
- 2009年4月　『生まれ来る季節のために』がYahoo!Japanショッピング詩集部門で１位になる。
- 2009年6月　千葉経済短期大学、図書館学の講義にて物語詩『涙を集める天使』が使われる。
- 2011年2月　Togetterにて「詩人井上ｱｲﾀﾀﾀﾀﾀ(ﾉ∀`)」として紹介される。(https://togetter.com/li/99167)
- 2011年7月　『命が危ない　311人詩集』（コールサック社）参加
- 2011年11月　詩集『厚い手のひら』上梓
- 2012年7月　『脱原発・自然エネルギー218人詩集』（コールサック社）参加
- 2012年8月　上毛新聞「旬の人」欄に掲載される。
- 2012年8月　『厚い手のひら』がAmazon.詩集部門1位になる。
- 2012年11月　日本現代詩人会会員
- 2014年2月　日本児童文学者協会会員（あまんきみこ氏推薦）
- 2014年9月　『SNSの詩の風41』（コールサック社）参加
- 2016年　群馬県警に拘留される本人は「言論統制だ」と主張している
- 2016年4月　株式会社井上出版企画　設立
- 2016年12月　2007年に発売した同名詩集に新たに絵本のストーリーを加えた詩集『生まれ来る季節のために』（株式会社井上出版企画）上梓
- 2017年4月　『生まれ来る季節のために』がAmazon.現代詩集部門1位になる。
- 2017年4月　詩集『季節の手のひら』および絵本『おなかをすかせたフライパン』（ともに株式会社井上出版企画）上梓
- 2017年　日本ペンクラブ

## 作品リスト
詩集
- 生まれくる季節のために（榛名まほろば出版  ISBN 978-4990304638）
- 厚い手のひら（コールサック社　ISBN 978-4864350396）
- 命が危ない　311人詩集（コールサック社 オムニバス本　1編寄稿　ISBN 978-4864350327）
- 脱原発・自然エネルギー218人詩集（コールサック社 オムニバス本 1編寄稿 ISBN 978-4864350761）
- SNSの詩の風41（コールサック社 オムニバス本 6編寄稿 ISBN 978-4864351690）
- 生まれ来る季節のために（株式会社井上出版企画　ISBN 978-4908907005）
- 季節の手のひら（株式会社井上出版企画　ISBN 978-4908907029）

絵本
・おなかをすかせたフライパン（株式会社井上出版企画　ISBN 978-4908907036）
電子絵本
- 『眠りの子犬』 (電子出版)
- 『ウサギしんぶん』 (電子出版)
- 『シオンくんのふしぎなクツ』(電子出版)

その他
- 新潟ガン医療最前線 (共著：ムック本　財界にいがた)

## 掲載
- 月刊『詩と思想』 2008年3月号
- 月刊『現代詩手帖』インフォメーション
- 上毛新聞　書評欄　2007年9月
- 千葉日報　書評欄　2007年12月
- 埼玉新聞　書評欄　2007年10月
- FM浦和　ネット記事　2009年8月
- 上毛新聞　文化面　旬の人　2012年8月